# 蚊子和獅子
蚊子和獅子是伊索寓言中一個著名的故事。该故事被收入中国大陆初中《语文》教材。

## 內容簡介
從前有隻蚊子，她雖是女兒身，但她的膽識卻比不少男性動物強。
有天，蚊子飛到獅子面前，向獅子表示她不怕他，因為她覺得獅子的爪、牙跟自己的口針一樣，像是男人和女人打架的工具，所以，她覺得獅子不比她強，如果獅子不信，大可以與她一比。獅子見蚊子如此驕傲，便答應她比試的要求。
比試時，蚊子飛到獅子的臉上，叮咬獅子沒有毛的地方。獅子被咬得又癢又痛，於是想一爪擊殺蚊子，但蚊子卻機敏地躲開了，獅子反而把自己抓至血流披面，只好認輸。
蚊子擊敗獅子後，唱著凱歌飛走，但她沒有為意附近有蜘蛛網，結果被黏住了。蚊子掙脫不了，便痛苦地叫道：「我真不幸，打倒了巨大的獅子，卻快被細小的蜘蛛吃掉。」說罷，蜘蛛便爬到蚊子身邊，用毒牙將她麻醉，最後將她的體液吸收，不可一世的蚊子最後成為了空蕩的軀殼。

## 教訓意義
人不可以驕傲，因人有可能擊倒比自己強的對手，也有可能被比自己弱或與自己接近的對手擊倒。